# راب (بعدان)

تعديل مصدري - تعديل

راب محلة تابعة لقرية رباط الغيثي، التابعة لعزلة حيسان بمديرية بعدان إحدى مديريات محافظة إب في الجمهورية اليمنية، بلغ تعداد سكانها 22 حسب تعداد اليمن لعام 2004.